# Roland (ridder)

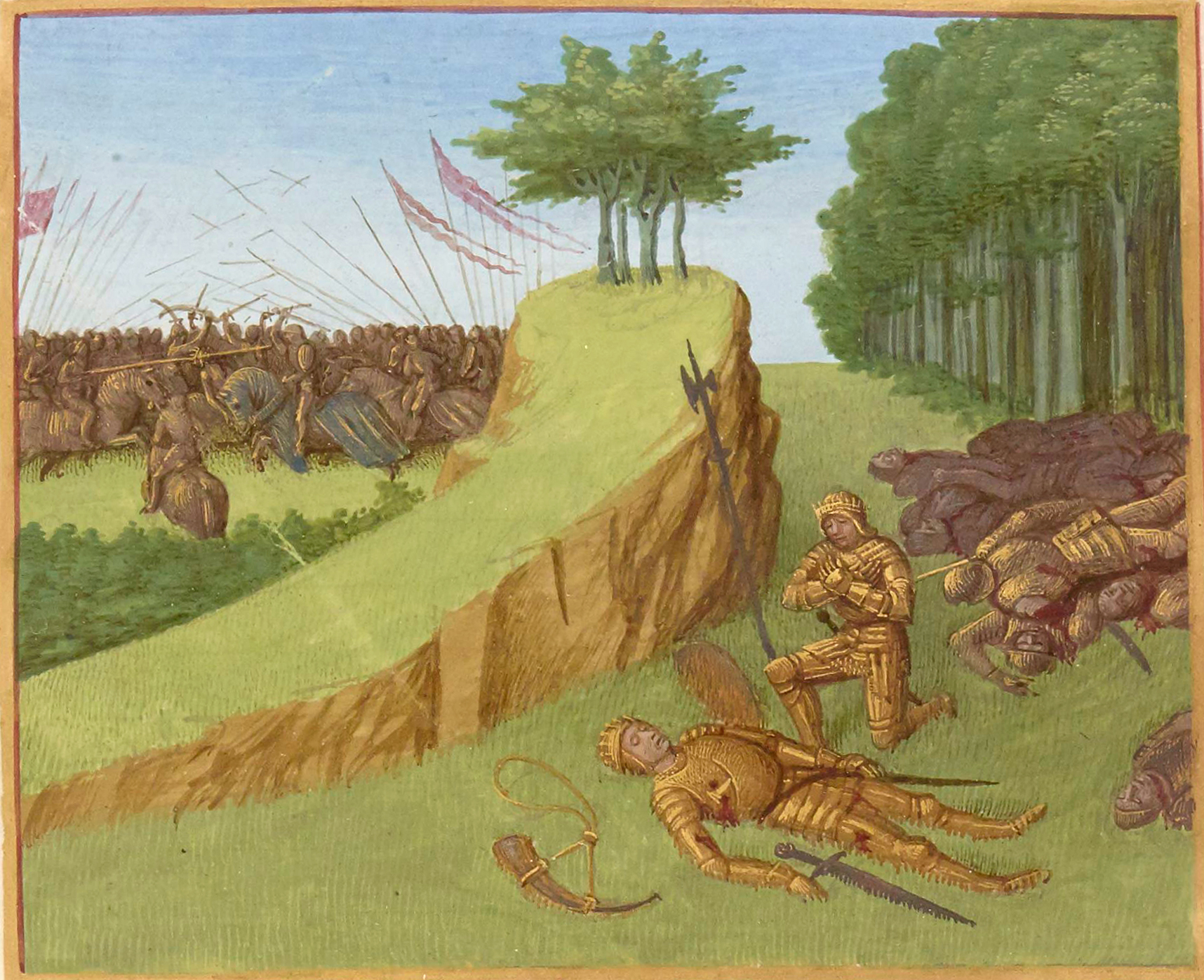
De dood van Roland (15e-eeuwse illustratie door Jean Fouquet).

Roland (* ca. 736; † 15 augustus 778), ook bekend als Roeland, Roelant of Orlando (in het Oudfrankisch Hruodland of Hruotland), was een van de eerste Paladijnse ridders aan het hof van keizer Karel de Grote in de 8e eeuw. In de latere Middeleeuwen werd hij een populaire held die in liederen en proza werd bezongen. Het bekendste van deze liederen is het 12e-eeuwse Chanson de Roland (Roelantslied).
De naam gaat terug op de Oudgermaanse benaming Hrôth Nanths, een typische tweeledige naam die zoveel betekent als '"degene die door het hele land beroemd is".

## De historische Roland
In het Frankische Rijk van Karel de Grote was Roland graaf van de Bretonse of Brittanische mark. Er is slechts één enkele historische verwijzing naar een Franse Roland, in een deel van de Vita Karoli Magni, geschreven door de biograaf van de keizer, Einhard. De originele tekst in het Latijn verwijst naar "Hruodlandus Brittannici limitis praefectus". Hij sneuvelde bij de terugtocht uit Spanje na Karels veldtocht tegen de Waskonen (Basken). In een bergpas bij Roncevaux in de Pyreneeën werd de Frankische achterhoede, waar Hruotland bevelhebber van was, in de pan gehakt in de Slag van de Roncevaux-Pas.
Hruotland zou volgens overlevering in Blaye begraven zijn, maar het graf werd tijdens de Franse Revolutie verwoest. Zijn grafschrift bevindt zich in de Nationale Bibliotheek in Parijs. Zijn hoorn "Olifant" zou in Bordeaux begraven zijn.
In Rocamadour bevindt zich een zwaard dat volgens de overlevering het zwaard van Roland zou zijn.

## De mythische Roland
Vanaf de 11e eeuw werd van Roland een populaire held gemaakt door de middeleeuwse minstrelen die zich daarbij losjes baseerden op historische bronnen. Hij werd het symbool van de "nobele Christen" die door Moslims werd gedood. Roland was evenwel verraden door zijn eigen stiefvader Ganelon, die had samengezworen met de Saracenen en hen verteld had hoe zij de achterhoede van het terugkerende leger konden aanvallen bij Roncesvalles.
Over Rolands daden en dood in de Slag van de Roncevaux-Pas ontstond in de loop der tijd een aantal liederen en verhalen; uiteindelijk werden die in het Franse Chanson de Roland (Roelandslied) samengevoegd.
In het Roelandslied werd het groepje Basken vervangen door een leger van enkele honderdduizenden Saracenen, voor die tijd een duizelingwekkend aantal. De anonieme auteur van het Roelandslied presenteerde Roland als Karels neef, en schilderde zijn held af als de typische ridder zonder vrees of blaam. Daarbij wordt in dit gedicht voor het eerst la douce France als vaderland voorgesteld.
Het Roelandslied was de belangrijkste bron voor latere Rolandverhalen. In de 12e eeuw maakte Konrad der Pfaffe een vertaling via het Latijn in het Duits. In 1510 schreef Ludovico Ariosto het gedicht Orlando Furioso. Antonio Vivaldi en Georg Friedrich Händel baseerden er een opera op. Het lied was ook de inspiratiebron voor het boek Orlando: a biography (1928) van Virginia Woolf.
In Frankrijk en Italië wordt zijn legende vaak via poppenspel verteld. In Italië en de Slavische landen wordt de ridder voornamelijk Orlando genoemd en zijn de verhalen rond zijn persoon wat meer geromantiseerd. Ook in België wordt een versie van het verhaal verteld, zie Tchantchès (personage).
In de middeleeuwse steden van Duitsland werd Roland een symbool van hun vrijheid en onafhankelijkheid van de adel. In veel steden werd een standbeeld op het centrale plein geplaatst. Het Rolandbeeld voor het stadhuis van Bremen is (samen met het stadhuis) opgenomen in de Werelderfgoedlijst van UNESCO. Ook in de Kroatische stad Dubrovnik kan men een beeld van Roelant bezichtigen.
Onder de Baskische bergbewoners doet nog steeds de sage de ronde, dat in stormachtige nachten de echo van een hoorn kan worden gehoord - de hoorn Olifant - die Hruotland bij zijn sterven zou hebben geblazen om de Frankische voorhoede te waarschuwen.
In Catalonië werd Roland (of Rotllà zoals de Catalanen hem noemen) een mythische, sterke, reus. In zowel Noord- als Zuid-Catalonië zijn er veel plaatsnamen die iets te maken hebben met Rotllà.